# Shuffle (singolo)
Shuffle è un brano musicale di Masami Okui scritto da Yabuki Toshiro e dalla stessa Okui, e pubblicato come singolo il 24 aprile 2001 dalla Starchild. Il singolo è arrivato alla cinquantacinquesima posizione nella classifica settimanale Oricon, vendendo 10 450 copie. Il brano è stato utilizzato come sigla d'apertura della serie televisiva anime Yu-Gi-Oh! Duel Monsters.

## Tracce
CD singolo KICM-1017
1. Shuffle
2. Ano Hi no Gogo (あの日の午後)
3. Shuffle (instrumental)
4. Ano Hi no Gogo (instrumental)
5. Shuffle (D.V mix)

Durata totale: 22:11

## Classifiche
| Classifica (2001)                        | Posizione più alta |
| ---------------------------------------- | ------------------ |
| Giappone (Classifica settimanale Oricon) | 55                 |